# La Folle Histoire d'amour de Simon Eskenazy
Pour plus de détails, voir Fiche technique et Distribution.
La Folle Histoire d'amour de Simon Eskenazy est un film français de Jean-Jacques Zilbermann sorti en 2009. Il s'agit de la suite du film L'homme est une femme comme les autres, sorti onze ans plus tôt du même réalisateur avec le même couple vedette.

## Synopsis
Simon Eskenazy, un grand interprète de musique traditionnelle juive, voit tour à tour revenir sa mère envahissante, son ex-femme et son fils de 10 ans qu'il n'a jamais vu. Parmi tout ça, il se démène comme il peut dans ses relations sentimentales entre un professeur de philo et Naïm, un jeune travesti musulman qui va changer sa vie...

## Fiche technique
- Titre : La Folle Histoire d’amour de Simon Eskenazy
- Réalisation : Jean-Jacques Zilbermann
- 1er assistant réalisateur : Guillaume Bonnier
- Scénario : Jean-Jacques Zilbermann et Antoine Lacomblez
- Scripte : Lara Rastelli
- Production : Nicolas Blanc et Dominique Barneaud
- Musique : Pascal Mayer
- Photographie : Georges Diane
- Montage : Dominique Gallieni
- Décors : Ivan Maussion
- Costumes : Jean-Marc Mireté
- Ingénieur du son : Pierre Lorrain
- Directrice de la distribution : Françoise Menidrey
- Pays d'origine :  France
- Langue : français
- Format : couleur - 1.85:1 - Dolby SRD/DTS - 35 mm
- Distributeur : BAC Films
- Genre : comédie romantique
- Durée : 90 minutes
- Budget : 4,2 millions d'euros
- Date de sortie :  France,  Belgique : 2 décembre 2009
- Date de sortie DVD : 7 avril 2010
- Box-office français : 32 753 entrées

## Distribution
- Antoine de Caunes: Simon Eskanazy

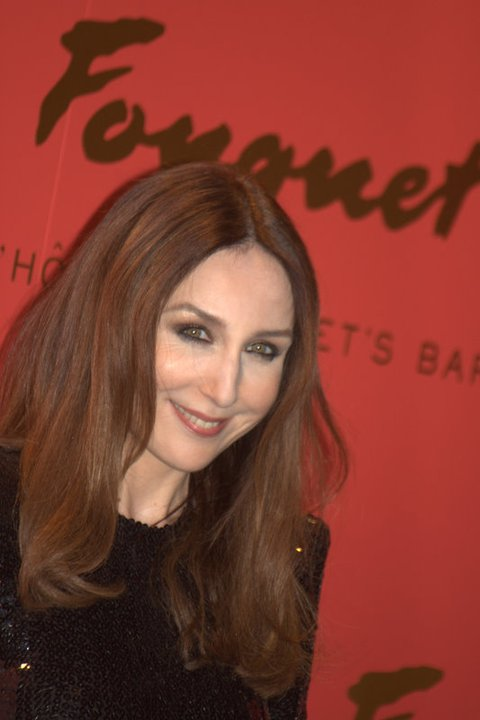
L'actrice Elsa Zylberstein aux Césars 2011.

- Judith Magre : Bellala Eskanazy, la mère de Simon
- Mehdi Dehbi : Naïm / Angela
- Elsa Zylberstein : Rosalie Baumann
- Catherine Hiegel : Arlette
- Micha Lescot : Raphaël
- Max Boublil : David
- Jean Lescot : Mordechaï
- Nada Strancar : Babette
- Taylor Gasman : Yankele
- Matthew Gonder : Yvan Finkelstein
- Georges Diane : Le patron de l'hôtel